# Nobuo Uematsu
Nobuo Uematsu (植松 伸夫?, Uematsu Nobuo; Kōchi, 21 marzo 1959) è un compositore e musicista giapponese di musica per videogiochi, noto per aver composto le colonne sonore di gran parte dei titoli della serie Final Fantasy.
È considerato uno dei più conosciuti, prolifici e versatili compositori nell'industria videoludica. Considerato da fan e critici un vero e proprio genio musicale, nonché uno dei più celebri e rispettati compositori videoludici, viene a volte definito il "Beethoven della musica per videogiochi" ed è apparso per cinque volte nella top 20 dell'annuale "Classic FM Hall of Fame". I brani composti da Uematsu per la serie Final Fantasy sono considerati da molti siti e riviste tra le migliori colonne sonore dei videogiochi. In particolare, le musiche di Final Fantasy VI e Final Fantasy VII hanno ricevuto notevoli apprezzamenti, venendo spesso lodate per aver dimostrato la crescente  sofisticatezza della musica per videogiochi.
Musicista autodidatta, cominciò a suonare il pianoforte all'età di dodici anni influenzato principalmente dal cantautore inglese Elton John. Uematsu si unì a Square nel 1986, dove incontrò per la prima volta il creatore della serie Final Fantasy, Hironobu Sakaguchi. I due lavorarono in seguito insieme ad un gran numero di titoli dell'azienda, in particolare per la serie Final Fantasy. Nel 2004, Uematsu lasciò Square per fondare la propria compagnia indipendente, che include l'etichetta discografica Dog Ear Records. Da allora ha lavorato come freelance per altri videogiochi, inclusi titoli sviluppati da Square Enix e dalla software house fondata da Sakaguchi, Mistwalker.
Sono stati pubblicati numerosi album e arrangiamenti dei brani composti da Uematsu per l'industria videoludica. Molti dei suoi lavori sono stati eseguiti durante i vari concerti di Final Fantasy, in molti dei quali Uematsu ha collaborato con il direttore d'orchestra e vincitore del Premio Grammy Arnie Roth. Dal 2002 al 2010, ha fatto parte del gruppo musicale hard rock The Black Mages insieme a due colleghi di Square Enix, Kenichiro Fukui e Tsuyoshi Sekito, suonando l'organo elettronico e altre tastiere ed arrangiando vari brani composti per la serie Final Fantasy in chiave rock. Dal 2011 fa parte degli Earthbound Papas, fondati da Uematsu in seguito allo scioglimento del gruppo precedente.

## Biografia
Nato a Kōchi, nella prefettura di Kōchi, in Giappone, Uematsu comincia a suonare il piano all'età di dodici anni (il suo primo modello fu Elton John) con metodo autodidatta. Frequenta l'Università di Kanagawa scegliendo di non specializzarsi in musica. Uematsu non ha mai seguito corsi o scuole per migliorare la propria attività risultando così senza preparazione formale. A 22 anni comincia a suonare la tastiera e quattro anni dopo viene assunto da Squaresoft per scrivere brani per videogiochi. Lo stile delle sue composizioni varia da simile alla musica classica, a una misteriosa sorta di "New Age", a brani metal/techno ispirati al gruppo Emerson, Lake & Palmer (tra quelli che più lo influenzano), a qualcosa di completamente differente e non definibile.
Nel 2003 Uematsu allarga ulteriormente i propri orizzonti formando i The Black Mages e creando un album con nuove versioni delle composizioni già presenti nella serie di Final Fantasy. I The Black Mages, nei quali Uematsu stesso suona le tastiere, sono un gruppo di musicisti metal tecnicamente avanzati che hanno rielaborato e riscritto in nuova chiave i principali brani della famosa serie di giochi di ruolo.
La musica di Uematsu ha rivestito un ruolo fondamentale nella diffusione del franchise di Final Fantasy negli Stati Uniti. Ai Giochi olimpici estivi del 2004, il duetto statunitense di nuoto sincronizzato formato da Alison Bartosik e Anna Kozlova ha vinto la medaglia di bronzo utilizzando due brani di Final Fantasy VIII nella seconda metà della prova.
Nobuo Uematsu vive in Giappone con la moglie Reiko e il cane Pao.
Il 1º novembre 2004 Uematsu lascia Square Enix e forma una propria società chiamata Smile Please che scrive musica per varie aziende videoludiche tra cui Square Enix e Mistwalker.
Parlando del suo abbandono della Square Enix, Uematsu ha dichiarato che il motivo che lo ha condotto alla sua decisione è da ricercarsi nella scelta della società di spostare la propria sede da Meguro a Shinjuku.

## Vita personale
Tra le sue influenze musicali annovera la Premiata Forneria Marconi.
Il titolo della serie Final Fantasy preferito dal compositore è Final Fantasy VI.

## Concerti
Nobuo Uematsu ha presenziato a un concerto tenutosi per la prima volta in Italia a Firenze, il 28 ottobre 2007, da parte dell'Orchestra "I Nostri Tempi", dove sono stati suonati 9 brani delle più famose melodie di Final Fantasy e, in esclusiva, due pezzi di Blue Dragon e uno di Lost Odyssey.
Nel 2025 Uematsu ha suonato insieme alla band conTIKI SHOW interpretando diversi brani delle più famose melodie di Final Fantasy e in esclusiva due pezzi originali del conTIKI SHOW. Il concerto, della durata di un'ora e mezzo, si è svolto sul Palco Centrale durante la seconda edizione del MegaCon. Questa è, effettivamente, la prima volta che Nobuo suona in Italia. Seguono altre date del tour a marzo: il 5 e 7 all'Auditorium Conciliazione di Roma e il 9 al Ferrara Nerd Expo.

### Distant Worlds
Distant Worlds è un tour composto da oltre trenta tappe che porta nel mondo la musica di Final Fantasy. La prima tappa si è svolta sul palcoscenico della Royal Stockholm Philharmonic Orchestra di Stoccolma il 4 dicembre 2007.
I brani eseguiti sono:
1. FINAL FANTASY series: 	Main Theme, Swing de Chocobo
2. FINAL FANTASY I-II: 	Medley
3. FINAL FANTASY III DS: 	Opening
4. FINAL FANTASY IV: 	Theme of Love
5. FINAL FANTASY V: 	Dear Friends
6. FINAL FANTASY VI: 	Opera "Maria and Draco"
7. FINAL FANTASY VII: 	One-Winged Angel, Opening - Bombing Mission, Aerith's Theme
8. FINAL FANTASY VIII: 	Liberi Fatali, Fisherman's Horizon, Love Grows, Don't be Afraid
9. FINAL FANTASY IX: 	Vamò Alla Flamenco
10. FINAL FANTASY X: 	To Zanarkand
11. FINAL FANTASY XI: 	Memoro de la Stono - Distant Worlds

## Colonne sonore
| Videogiochi | Videogiochi                              | Videogiochi                                                             | Videogiochi                                       |
| Anno        | Titolo                                   | Ruolo                                                                   | Co-compositore                                    |
| ----------- | ---------------------------------------- | ----------------------------------------------------------------------- | ------------------------------------------------- |
| 1985        | Genesis                                  | Composizione/arrangiamento                                              |                                                   |
| 1986        | Cruise Chaser Blassty                    | Composizione/arrangiamento                                              |                                                   |
| 1986        | Alpha                                    | Composizione/arrangiamento                                              |                                                   |
| 1986        | King's Knight                            | Composizione/arrangiamento                                              |                                                   |
| 1986        | Suishō no Dragon                         | Composizione/arrangiamento                                              |                                                   |
| 1987        | 3-D WorldRunner                          | Composizione/arrangiamento                                              |                                                   |
| 1987        | Apple Town Story                         | Composizione/arrangiamento                                              |                                                   |
| 1987        | Mystery Quest                            | Composizione                                                            |                                                   |
| 1987        | Genesis                                  | Composizione                                                            |                                                   |
| 1987        | Aliens: Alien 2                          | Composizione/arrangiamento                                              |                                                   |
| 1987        | Cleopatra no Mahou                       | Composizione                                                            |                                                   |
| 1987        | Rad Racer                                | Composizione/arrangiamento                                              |                                                   |
| 1987        | JJ                                       | Composizione/arrangiamento                                              |                                                   |
| 1987        | Nakayama Miho no Tokimeki High School    | Composizione/arrangiamento                                              | Toshiaki Imai                                     |
| 1987        | Musica di Final Fantasy I e II           | Composizione/arrangiamento                                              |                                                   |
| 1988        | Hanjuku Hero                             | Composizione/arrangiamento                                              |                                                   |
| 1988        | Musica di Final Fantasy I e II           | Composizione/arrangiamento                                              |                                                   |
| 1989        | Square's Tom Sawyer                      | Composizione/arrangiamento                                              |                                                   |
| 1989        | The Final Fantasy Legend                 | Composizione/arrangiamento                                              |                                                   |
| 1990        | Musica di Final Fantasy III              | Composizione/arrangiamento                                              |                                                   |
| 1990        | Rad Racer 2                              | Composizione                                                            |                                                   |
| 1990        | Final Fantasy Legend II                  | Composizione/arrangiamento                                              | Kenji Itō                                         |
| 1991        | Final Fantasy IV                         | Composizione/arrangiamento                                              |                                                   |
| 1992        | Romancing SaGa                           | Composizione/arrangiamento ("Heartful Tears")                           |                                                   |
| 1992        | Final Fantasy V                          | Composizione/arrangiamento                                              |                                                   |
| 1993        | Romancing SaGa 2                         | Composizione/arrangiamento (due brani)                                  | Kenji Ito                                         |
| 1994        | Final Fantasy VI                         | Composizione/arrangiamento                                              |                                                   |
| 1995        | Chrono Trigger                           | Composizione/arrangiamento                                              | Yasunori Mitsuda e Noriko Matsueda                |
| 1996        | Front Mission: Gun Hazard                | Composizione/arrangiamento                                              | Yasunori Mitsuda, Masashi Hamauzu e Junya Nakano  |
| 1996        | DynamiTracer                             | Composizione/arrangiamento                                              |                                                   |
| 1997        | Final Fantasy VII                        | Composizione/arrangiamento                                              |                                                   |
| 1999        | Final Fantasy VIII                       | Composizione/arrangiamento                                              |                                                   |
| 2000        | Final Fantasy IX                         | Composizione/arrangiamento                                              |                                                   |
| 2001        | Final Fantasy X                          | Composizione/arrangiamento                                              | Masashi Hamauzu e Junya Nakano                    |
| 2002        | Final Fantasy XI                         | Composizione/arrangiamento                                              | Naoshi Mizuta e Kumi Tanioka                      |
| 2002        | Final Fantasy Origins                    | Composizione/arrangiamento (arrangiamento della musica di Final Fantasy |                                                   |
| 2003        | Final Fantasy Tactics Advance            | Composizione (tema principale)                                          | Hitoshi Sakimoto, Kaori Ohkoshi e Ayako Saso      |
| 2003        | Hanjuku Hero Tai 3D                      | Composizione/arrangiamento                                              |                                                   |
| 2005        | Hanjuku Hero 4: 7-Jin no Hanjuku Hero    | Composizione                                                            | Kenji Ito                                         |
| 2005        | Egg Monster Hero                         | Composizione                                                            |                                                   |
| 2006        | Final Fantasy XII                        | Composizione (brano finale "Kiss Me Good-Bye")                          | Hitoshi Sakimoto e altri                          |
| 2006        | Blue Dragon                              | Composizione                                                            |                                                   |
| 2007        | Anata o Yurusanai                        | Composizione                                                            | Kenji Ito                                         |
| 2007        | Lost Odyssey                             | Composizione                                                            |                                                   |
| 2008        | Super Smash Bros. Brawl                  | Composizione (tema principale)                                          | autori vari                                       |
| 2008        | Lord of Vermilion                        | Composizione                                                            |                                                   |
| 2008        | Blue Dragon Plus                         | Composizione                                                            |                                                   |
| 2008        | Away Shuffle Dungeon                     | Composizione                                                            |                                                   |
| 2009        | Blue Dragon: Awakened Shadow             | Composizione                                                            |                                                   |
| 2009        | Sakura Note                              | Composizione                                                            |                                                   |
| 2009        | SaGa 2 Hihō Densetsu: Goddess of Destiny | Composizione                                                            | Kenji Ito, Yasuhiko Akanishi                      |
| 2009        | Kurulin Fusion                           | Direttore Musicale                                                      |                                                   |
| 2010        | Lord of Vermilion II                     | Composizione (un brano)                                                 | Hitoshi Sakimoto                                  |
| 2010        | Final Fantasy XIV                        | Composizione (prima versione del gioco)                                 |                                                   |
| 2010        | Lord of Arcana                           | Composizione                                                            | Kenichiro Fukui, Satoshi Henmi                    |
| 2011        | The Last Story                           | Composizione                                                            |                                                   |
| 2011        | UnchainBlades ReXX                       | Composizione (un brano)                                                 | Tsutomu Narita                                    |
| 2012        | Jyuzaengi: Engetsu Sangokuden            | Composizione                                                            | Kevin Penkin                                      |
| 2012        | Hyperdimension Neptune Victory           | Composizione                                                            | Kenji Kaneko e Kenji Ito                          |
| 2012        | UnchainBlades EXXiV                      | Composizione                                                            | Tsutomu Narita, Michio Okamiya e Yoshitaka Hirota |
| 2012        | Fantasy Life                             | Composizione/arrangiamento                                              |                                                   |
| 2013        | Norn9                                    | Composizione (tema principale)                                          |                                                   |
| 2013        | Lord of Vermilion III                    | Composizione (tema di apertura)                                         |                                                   |
| 2013        | Ragnarok Odyssey Ace                     | Composizione (un brano)                                                 |                                                   |
| 2013        | Fairy Fencer F                           | Composizione                                                            | molti altri                                       |
| 2013        | Hometown Story                           | Composizione                                                            | Tsutomu Narita                                    |
| 2013        | Oceanhorn: Monster of Uncharted Seas     | Composizione                                                            | Kalle Ylitalo e Kenji Ito                         |
| 2013        | Wonder Flick                             | Composizione                                                            |                                                   |
| 2013        | Granblue Fantasy                         | Composizione                                                            | Tsutomu Narita                                    |
| 2014        | Tokyo Twilight Ghost Hunters             | Composizione (tema di apertura)                                         |                                                   |
| 2014        | Terra Battle                             | Composizione                                                            |                                                   |
| 2015        | Chunithm: Seelisch Tact                  | Composizione (tema principale)                                          |                                                   |
| 2015        | Fairy Fencer F: Advent Dark Force        | Composizione                                                            | molti altri                                       |
| 2016        | Super Senso                              | Composizione                                                            |                                                   |
| 2017        | Final Fantasy XV: Comrades               | Composizione                                                            | molti altri                                       |
| 2017        | Terra Battle 2                           |                                                                         |                                                   |
| 2018        | Defender's Quest II                      | Composizione                                                            | Kevin Penkin                                      |
| 2018        | Project Phoenix                          | Composizione                                                            | Kevin Penkin e Tomoki Miyoshi                     |
| 2020        | Granblue Fantasy Project Re:Link         | Composizione                                                            | Tsutomu Narita                                    |
| 2020        | Final Fantasy VII Remake                 | Composizione (tema principale)                                          | Masashi Hamauzu, Mitsuto Suzuki                   |
| 2021        | Fantasian                                | Composizione                                                            |                                                   |

| Film/Anime | Film/Anime                         | Film/Anime                     | Film/Anime                                        |
| Anno       | Titolo                             | Ruolo                          | Co-compositore                                    |
| ---------- | ---------------------------------- | ------------------------------ | ------------------------------------------------- |
| 2000       | Oh, mia dea! - The Movie           | Composizione (tema principale) |                                                   |
| 2005       | Final Fantasy VII: Advent Children | Composizione                   | Keiji Kawamori, Kenichiro Fukui e Tsuyoshi Sekito |
| 2007       | Blue Dragon                        | Composizione (tema principale) |                                                   |
| 2009       | Guin Saga                          | Composizione                   |                                                   |
| 2012       | Gekijōban Fairy Tail: Hōō no miko  | Composizione (tema finale)     |                                                   |
| 2017       | Granblue Fantasy The Animation     | Composizione                   | Tsutomu Narita e Yasunori Nishiki                 |

| Altri lavori | Altri lavori                                | Altri lavori                                           | Altri lavori                                                          |
| Anno         | Titolo                                      | Ruolo                                                  | Co-compositore                                                        |
| ------------ | ------------------------------------------- | ------------------------------------------------------ | --------------------------------------------------------------------- |
| 1993         | Final Fantasy V Mambo de Chocobo            | Composizione                                           |                                                                       |
| 1993         | Final Fantasy V Dear Friends                | Composizione                                           |                                                                       |
| 1994         | Final Fantasy VI Special Tracks             | Composizione                                           |                                                                       |
| 1994         | Phantasmagoria                              | Composizione                                           |                                                                       |
| 1994         | F. F. Mix                                   | Composizione                                           | molti altri                                                           |
| 1998         | Ten Plants                                  | Composizione (brano "Forget the Dream of Tomorrow")    | molti altri                                                           |
| 1999         | Ten Plants 2 Children branos                | Composizione (brano "Tomorrow's Weather")              | molti altri                                                           |
| 2000         | Final Fantasy IX Original Soundtrack PLUS   | Composizione                                           |                                                                       |
| 2001         | Final Fantasy: Unlimited                    | Composizione                                           | Shiro Hamaguchi e Akifumi Tada                                        |
| 2003         | The Black Mages                             | Composizione                                           | The Black Mages                                                       |
| 2004         | The Black Mages II: The Skies Above         | Composizione                                           | The Black Mages                                                       |
| 2008         | The Black Mages III: Darkness and Starlight | Composizione                                           | The Black Mages                                                       |
| 2010         | Nobuo Uematsu's 10 Short Stories            | Composizione                                           |                                                                       |
| 2011         | Earthbound Papas: Octave Theory             | Composizione                                           | Earthbound Papas                                                      |
| 2011         | Play for Japan: The Album                   | Composizione (brano "Every New Morning")               | Akira Yamaoka, Woody Jackson, Bear McCreary, Yasunori Mitsuda e altri |
| 2012         | Reiki Japan                                 | Composizione                                           |                                                                       |
| 2013         | Blik-0 1946                                 | Composizione/Scrittura (storia e musica per un e-book) |                                                                       |
| 2013         | Earthbound Papas: Dancing Dad               | Composizione                                           | Earthbound Papas                                                      |

## Opere derivate
- Super Mario RPG: Legend of the Seven Stars (1996) - Musica tratta da Final Fantasy IV arrangiata da Yōko Shimomura
- Ehrgeiz: God Bless the Ring (1998) - Musica tratta da Final Fantasy VII arrangiata da Takayuki Nakamura
- La colonna sonora del film Final Fantasy VII: Advent Children (2005), composta da brani tratti dalla colonna sonora di Final Fantasy VII e rivisitati in chiave moderna con nuove aggiunte